# Brachyctenistis undilinea
Brachyctenistis undilinea là một loài bướm đêm trong họ Geometridae.